# Aad van den Hoek
Adriaan „Aad” van den Hoek (ur. 14 października 1951 w Dirksland) – holenderski kolarz szosowy, srebrny medalista mistrzostw świata.

## Kariera
Największy sukces w karierze Aad van den Hoek osiągnął w 1971 roku, kiedy wspólnie z Fedorem den Hertogiem, Adrim Duykerem i Fritsem Schurem zdobył srebrny medal w drużynowej jeździe na czas na mistrzostwach świata w Mendrisio. Był to jednak jedyny medal wywalczony przez niego na międzynarodowej imprezie tej rangi. Na rozgrywanych trzy lata później mistrzostwach świata w Montrealu był czwarty w drużynie, a wyścig ze startu wspólnego amatorów ukończył na 36. pozycji. W 1972 roku wystartował w drużynowej jeździe na czas na igrzyskach olimpijskich w Monachium, jednak po wykryciu niketamidu w jego krwi Holendrzy zostali zdyskwalifikowani. Substancja ta była dozwolona przez UCI, ale nie przez MKOl. Ponadto w 1972 roku wygrał Ronde van Midden-Nederland, a cztery lata później był najlepszy w Acht van Chaam. Kilkakrotnie startował w Tour de France, najlepszy wynik osiągając w 1978 roku, kiedy zajął 57. miejsce w klasyfikacji generalnej.